# فيليب ماي
فيليب ماي (بالإنجليزية: Philip May)‏ رجل أعمال بريطاني، وزوج رئيسة الوزراء البريطانية تيريزا ماي